# Lars Werkström
Lars Werkström, född 4 augusti 1961, är en svensk jurist och sedan 2018 generaldirektör för Rättsmedicinalverket.
Lars Werkström är jurist och domare och har tidigare jobbat som rättschef och avdelningschef för rättsavdelningen vid Åklagarmyndigheten. Åren 2003–2012 arbetade han som internationell chefsförhandlare och sedermera ambassadör i Justitiedepartementet.